# Not Only Strangers
Pour plus de détails, voir Fiche technique et Distribution.
Not Only Strangers est un film américain de court métrage réalisé par Edward Dmytryk, sorti en 1979. 
Marcia Gay Harden y interprète l'un de ses tout premiers rôles au cinéma.

## Synopsis
Une jeune étudiante qui a subi un viol par une de ses connaissances a du mal à porter plainte.

## Fiche technique
- Réalisation : Edward Dmytryk
- Scénario : Karol Ann Hoeffner
- Année : 1979
- Durée : 23 minutes
- Pays :  États-Unis

## Distribution
- Marcia Gay Harden